# Melopla
Melopla is een geslacht van vlinders van de familie spinners (Lasiocampidae).

## Soorten
- M. abhorrens De Lajonquière, 1972
- M. ochracea (Viette, 1962)
- M. sparsipuncta (Viette, 1962)